# Joe Lisi
Joe Lisi est un acteur américain né le 5 septembre 1950 à New York.

## Filmographie sélective
Sauf indication contraire, les informations mentionnées dans cette section peuvent être confirmées par la base de données cinématographiques IMDb,  présente dans la section « Liens externes ».

### Cinéma
- 1986 : Prise (Forever, Lulu) d'Amos Kollek : Un policier
- 1992 : Traces de sang (Traces of Red) de Andy Wolk : Lt. J.C Hoocks
- 1993 : Who's the Man? de Ted Demme : Capitaine Reilly
- 1995 : Kiss of Death de Barbet Schroeder : Agent at Bungalow
- 2001 : 15 Minutes de John Herzfeld : Capitaine de police
- 2002 : Ash Wednesday: Le mercredi des Cendres d'Edward Burns
- 2004 : New York Taxi (Taxi) de Tim Story : Mr Scalia

### Télévision

#### Séries télévisées
- 1999-2000 : Les Soprano (The Sopranos) : Dick Barone (3 épisodes)
- 1999-2005 : New York 911 (Third Watch) : Lieutenant Swersky (70 épisodes)
- 1999-2009 : New York, unité spéciale (Law and Order: Special Victims Unit) : officier Sal D'Angelo / Craig Lennon (4 épisodes)

#### Téléfilms
- 1983 : Trackdown: Finding the Goodbar Killer (en) de Bill Persky : un détective
- 1985 : Un tueur dans New York (en) (Out of the Darkness) de Jud Taylor : un patrouilleur
- 1990 : Innocent coupable (Criminal Justice) de Andy Wolk : Détective Lane

## Jeux vidéo
- 2008 : Grand Theft Auto IV : The Crowd of Liberty City (voix)
- 2009 : Grand Theft Auto: The Ballad of Gay Tony : The People of Liberty City (voix)